# Istituto Italiano di Numismatica

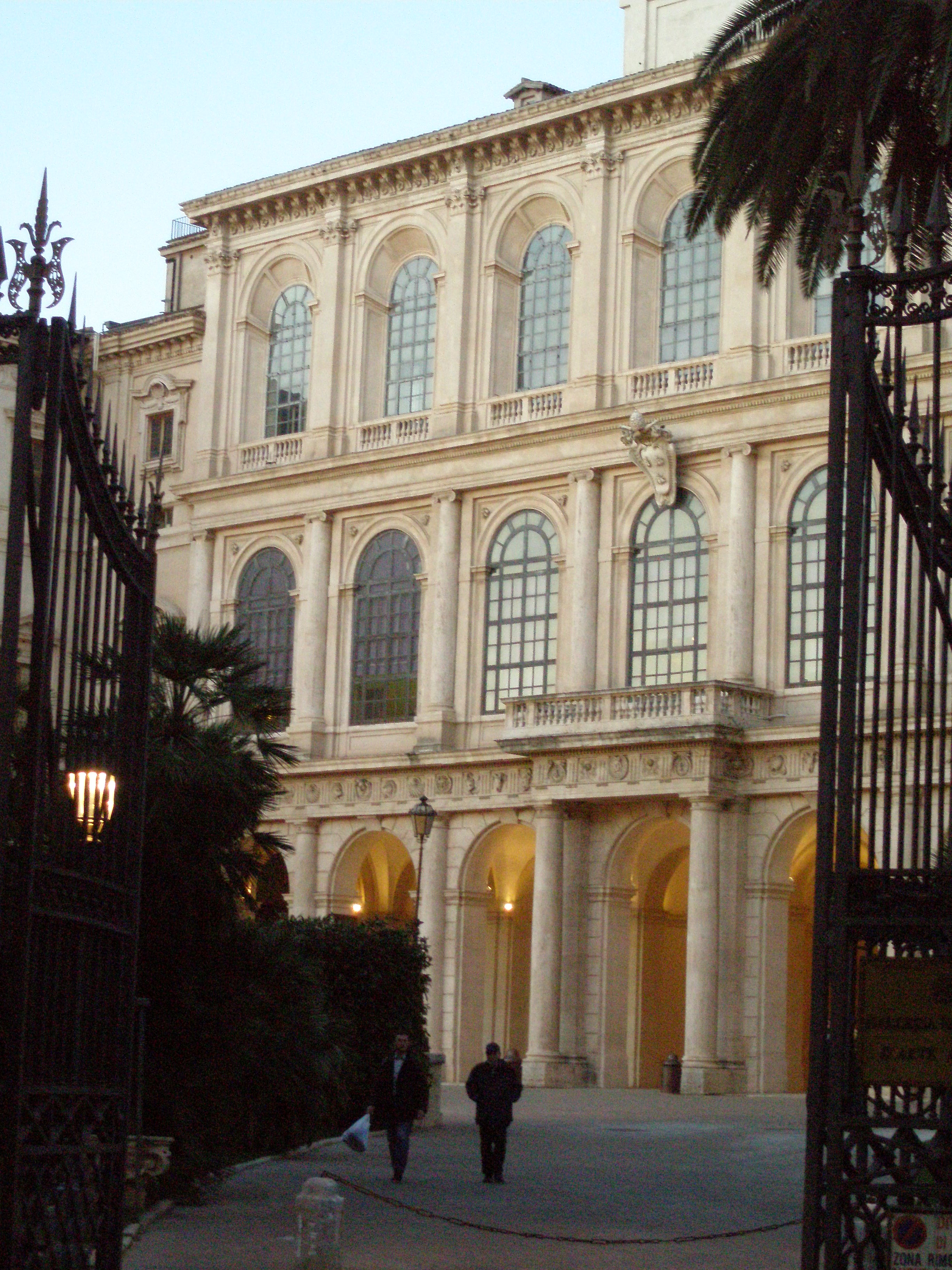
Der Palazzo Barberini, Sitz des Instituts

Das Istituto Italiano di Numismatica ist eine außeruniversitäre Forschungseinrichtung Italiens für Numismatik. Das Institut hat seinen Sitz im Palazzo Barberini in Rom.

## Geschichte
Mehrere italienische Numismatiker, darunter Hochschullehrer, gründeten 1912 in Rom eine private numismatische Gesellschaft. Diese wurde im Zug einer Reform historischer Forschungsinstitute durch ein Gesetzesdekret vom 3. Februar 1936 in eine Anstalt öffentlichen Rechts namens Istituto Italiano di Numismatica umgewandelt. Mit vier weiteren Forschungsinstituten unterstellte man es dem Zentralausschuss für historische Studien (Giunta centrale per gli studi storici). 
Von 1946 bis 1972 bewahrte das numismatische Institut die große Münzsammlung des im Exil verstorbenen Königs und Numismatikers Viktor Emanuel III. auf. Seither befindet sich die dem italienischen Staat vermachte Sammlung im Museo Nazionale Romano (Palazzo Massimo alle Terme).
Das Istituto Numismatico Italiano gründete 1965 mit der Commission internationale de numismatique und dem Museo Filangeri in Neapel das Centro internazionale di studi numismatici. Das Institut wurde Mitglied verschiedener internationaler Vereinigungen, darunter der Unione internazionale degli istituti di archeologia, storia e storia dell’arte in Roma.

## Leitung
Dem Leitungsgremium des Instituts gehören die Präsidenten der Forschungsinstitute der Giunta centrale per gli studi storici, der Präsident des Istituto Nazionale di Archeologia e Storia dell’Arte und zwei vom Minister für Kulturgüter ernannte Experten an.

## Aktivitäten
Das Institut unterhält eine Fachbibliothek und eine Fotothek. Es organisiert Kongresse, Tagungen und Seminare. Es gab die Fachzeitschrift Atti e Memorie heraus, die 1954 von den Annali dell’Istituto Italiano di Numismatica abgelöst wurde. Hinzu kommen verschiedene Tagungsbände.